# Eusideroxylon zwageri
Eusideroxylon zwageri ist ein Baum in der Familie der Lorbeergewächse aus Borneo und Sumatra. Es ist die einzige Art der Gattung Eusideroxylon.
Sehr ähnlich ist Potoxylon melagangai (Syn.: Eusideroxylon melagangai), wobei deren Holz einiges leichter, weicher und viel weniger beständig ist.

## Beschreibung
Eusideroxylon zwageri wächst als immergrüner, sehr langsamwüchsiger Baum mit dichter Krone bis 40–50 Meter hoch. Der Stammdurchmesser erreicht 150–250 Zentimeter (bis 5,7 Meter). Es werden unten am Stamm kleinere Brettwurzeln oder Riffelungen gebildet. Die Borke ist rot- bis graubraun, leicht rissig und öfters in kleinen Platten oder Stücken abblätternd. Die Bäume können über 1.000 Jahre alt werden.
Die einfachen, ledrigen und kurz gestielten Laubblätter sind wechselständig und schraubig angeordnet. Sie sind ganzrandig und eiförmig bis elliptisch, lanzettlich oder verkehrt-eiförmig. An der Spitze sind sie spitz bis zugespitzt, oberseits sind sie kahl und unterseits auf den Adern etwas behaart. Der kurze Blattstiel ist 6–15 Millimeter lang, die Blätter etwa 14–18 Zentimeter. Die Nebenblätter fehlen. Die jungen Blätter sind rötlich.
Es werden achselständige, dicht behaarte, hängende und dichte, rispige Blütenstände gebildet. Die gestielten, duftenden und dreizähligen, kleinen Blüten sind zwittrig mit einfacher Blütenhülle. Die 6 dachigen Tepalen stehen in zwei Kreisen und sind außen fein behaart. Sie sind grünlich, meist gelb oder purpurfarben. Es sind Staubblätter und Staminodien in 4 Kreisen vorhanden, nur 3 Staubblätter im 3 Kreis sind fertil, die Staminodien sind im inneren Kreis klein und pfriemlich oder in den äußeren 2 Kreisen tepaloid. Der einkammerige Fruchtknoten ist halboberständig mit einem konischen Griffel mit kopfiger, leicht gelappten Narbe. Es sind kleine Nektardrüsen vorhanden.
Es werden rundliche bis eiförmige oder ellipsoide, steinfruchtartige, ledrig-holzige, leicht rippige Früchte (Panzerbeeren, Scheinfrucht) komplett im fleischigen Blütenbecher (Meso-, Exokarp, Anthocarp) mit kleinen Blütenresten an der Spitze gebildet. Sie sind braun bis schwärzlich und bis 7–16 Zentimeter groß. Die rippigen, furchigen, spröden und hellbraunen Kerne (Endokarp) sind sehr groß (bis etwa 14 Zentimeter) und hart, und die Samen, mit dünner glatter Samenschale und großen Kotyledonen, zählen zu den größten der Dicotyledonen.

## Taxonomie
Die Erstbeschreibung der Gattung Eusideroxylon und der Art Eusideroxylon zwageri erfolgte 1863 durch Johannes Elias Teijsmann und Simon Binnendijk in Natuurk. Tijdschr. Ned.-Indië 25: 292. Ein Synonym ist Eusideroxylon borneense Fern.-Vill.

## Verwendung
Das sehr schwere, sehr beständige, harte Eisenholz ist sehr begehrt. Es ist bekannt als Borneo ironwood, Belian oder Ulin.
Die Früchte und Samen gelten als giftig.